# باتو (مدينة)
باتو هي مدينة تقع في إندونيسيا في جاوة الشرقية. يقدر عدد سكانها بـ 190,184 نسمة وترتفع عن سطح البحر 838 متر.

## المناخ
يظهر الجدول التالي التغييرات المناخية على مدار السنة لباتو:
| البيانات المناخية لـباتو                    | البيانات المناخية لـباتو | البيانات المناخية لـباتو | البيانات المناخية لـباتو | البيانات المناخية لـباتو | البيانات المناخية لـباتو | البيانات المناخية لـباتو | البيانات المناخية لـباتو | البيانات المناخية لـباتو | البيانات المناخية لـباتو | البيانات المناخية لـباتو | البيانات المناخية لـباتو | البيانات المناخية لـباتو | البيانات المناخية لـباتو |
| الشهر                                       | يناير                    | فبراير                   | مارس                     | أبريل                    | مايو                     | يونيو                    | يوليو                    | أغسطس                    | سبتمبر                   | أكتوبر                   | نوفمبر                   | ديسمبر                   | المعدل السنوي            |
| ------------------------------------------- | ------------------------ | ------------------------ | ------------------------ | ------------------------ | ------------------------ | ------------------------ | ------------------------ | ------------------------ | ------------------------ | ------------------------ | ------------------------ | ------------------------ | ------------------------ |
| متوسط درجة الحرارة الكبرى °م (°ف)           | 21.4 (70.5)              | 21.6 (70.9)              | 21.6 (70.9)              | 21.5 (70.7)              | 21.5 (70.7)              | 21.2 (70.2)              | 20.7 (69.3)              | 21 (70)                  | 21.8 (71.2)              | 22.2 (72.0)              | 21.8 (71.2)              | 21.5 (70.7)              | 21.5 (70.7)              |
| المتوسط اليومي °م (°ف)                      | 17.6 (63.7)              | 17.7 (63.9)              | 17.8 (64.0)              | 17.8 (64.0)              | 17.3 (63.1)              | 16.9 (62.4)              | 16.1 (61.0)              | 16.2 (61.2)              | 16.9 (62.4)              | 17.6 (63.7)              | 17.9 (64.2)              | 17.6 (63.7)              | 17.3 (63.1)              |
| متوسط درجة الحرارة الصغرى °م (°ف)           | 13.9 (57.0)              | 13.9 (57.0)              | 14.1 (57.4)              | 13.6 (56.5)              | 13.2 (55.8)              | 12.6 (54.7)              | 11.5 (52.7)              | 11.4 (52.5)              | 12 (54)                  | 13.1 (55.6)              | 14 (57)                  | 13.8 (56.8)              | 13.1 (55.6)              |
| الهطول مم (إنش)                             | 406 (16.0)               | 353 (13.9)               | 395 (15.6)               | 242 (9.5)                | 176 (6.9)                | 81 (3.2)                 | 52 (2.0)                 | 35 (1.4)                 | 46 (1.8)                 | 130 (5.1)                | 282 (11.1)               | 385 (15.2)               | 2٬583 (101.7)            |
| متوسط الرطوبة النسبية (%)                   | 81.7                     | 82.3                     | 82.2                     | 79.2                     | 79.8                     | 77.3                     | 75.1                     | 72.9                     | 70.9                     | 70.9                     | 74.4                     | 79.1                     | 77.1                     |
| المصدر #1: Climate-Data.org (temp & precip) |                          |                          |                          |                          |                          |                          |                          |                          |                          |                          |                          |                          |                          |
| المصدر #2: Weatherbase (humidity)           |                          |                          |                          |                          |                          |                          |                          |                          |                          |                          |                          |                          |                          |

## معرض صور

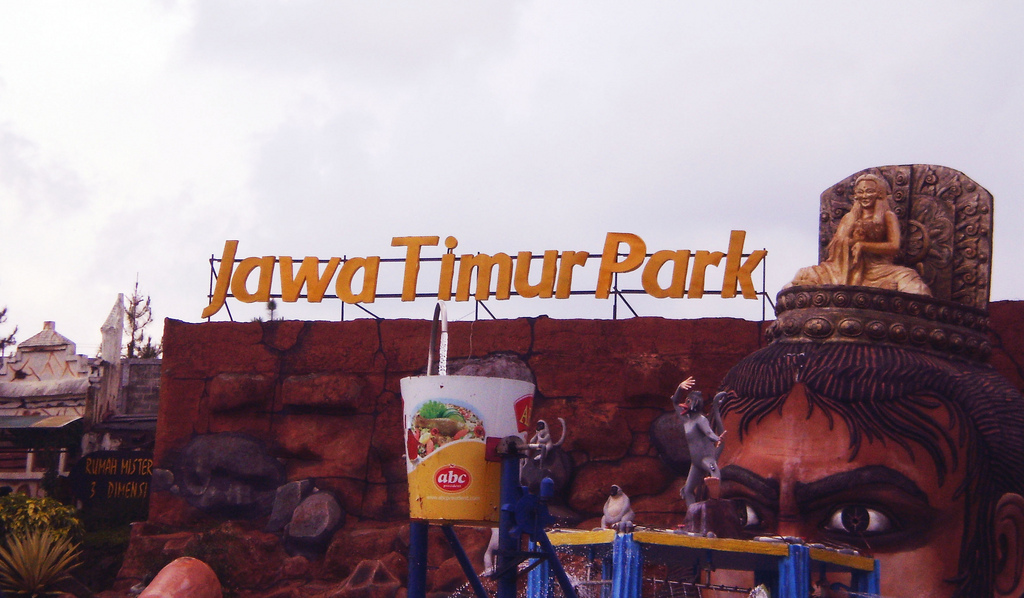
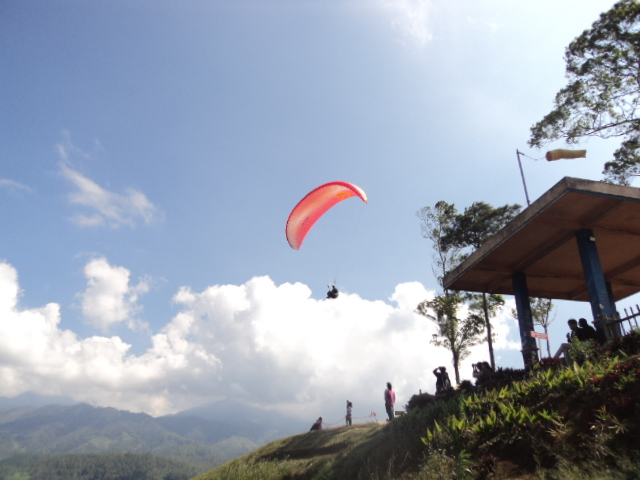
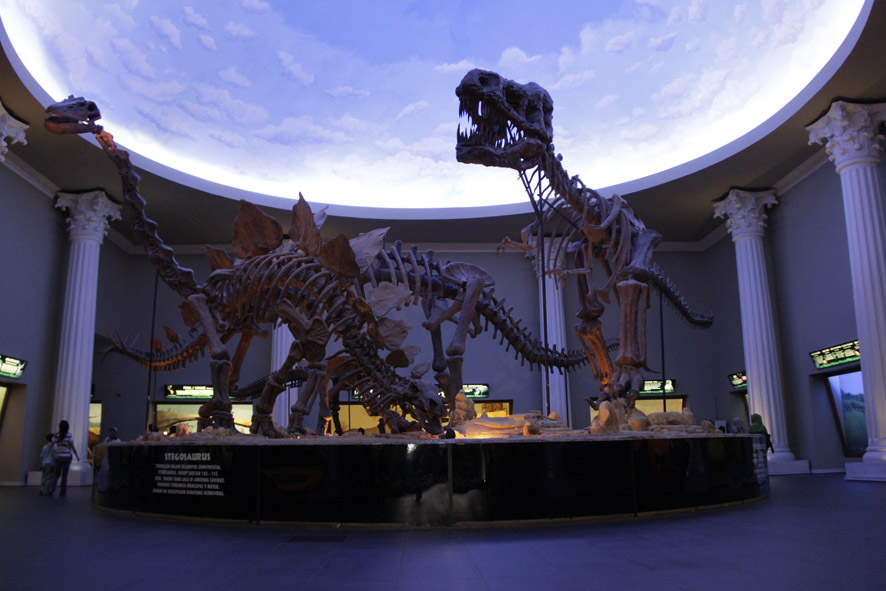
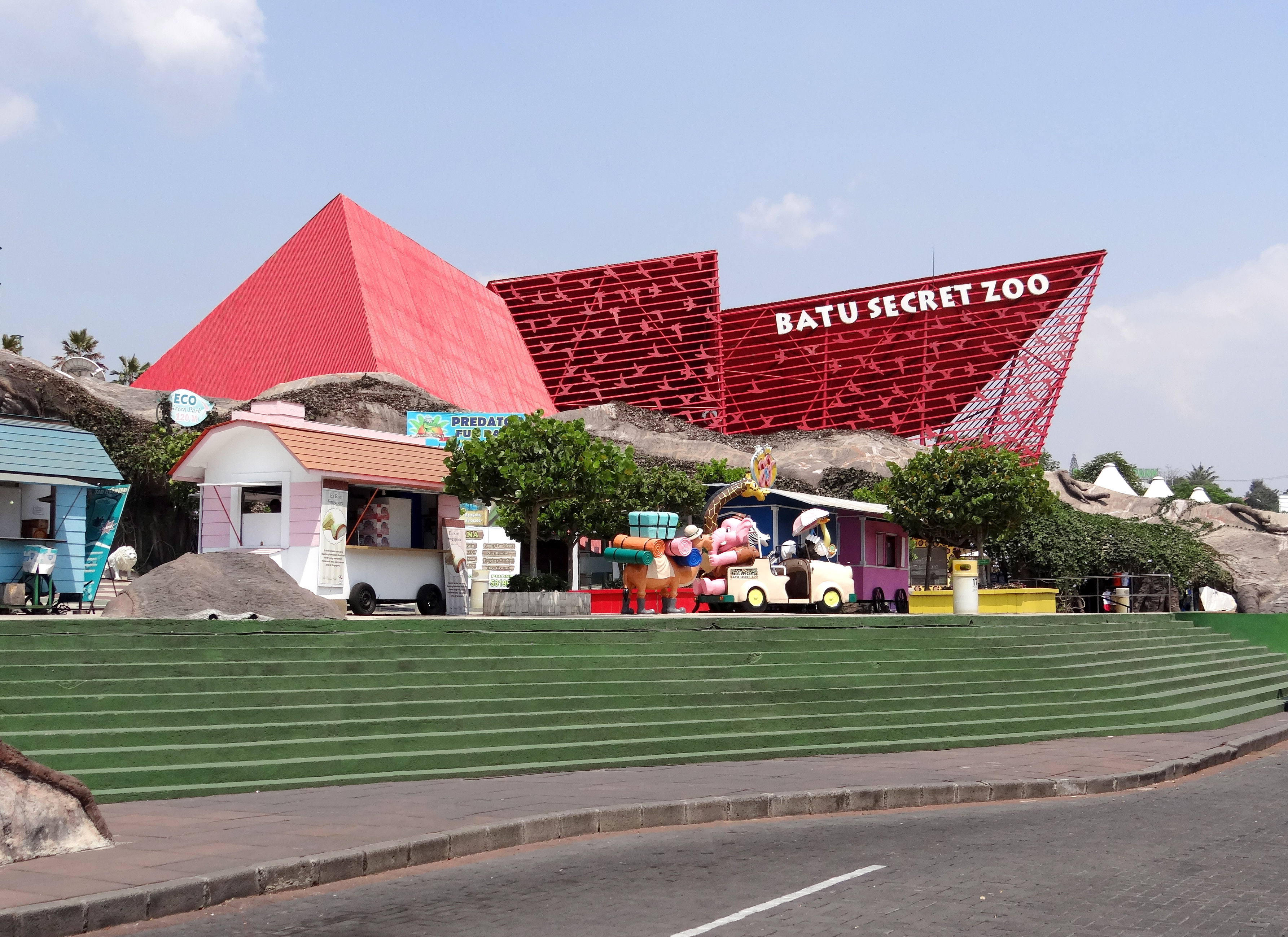
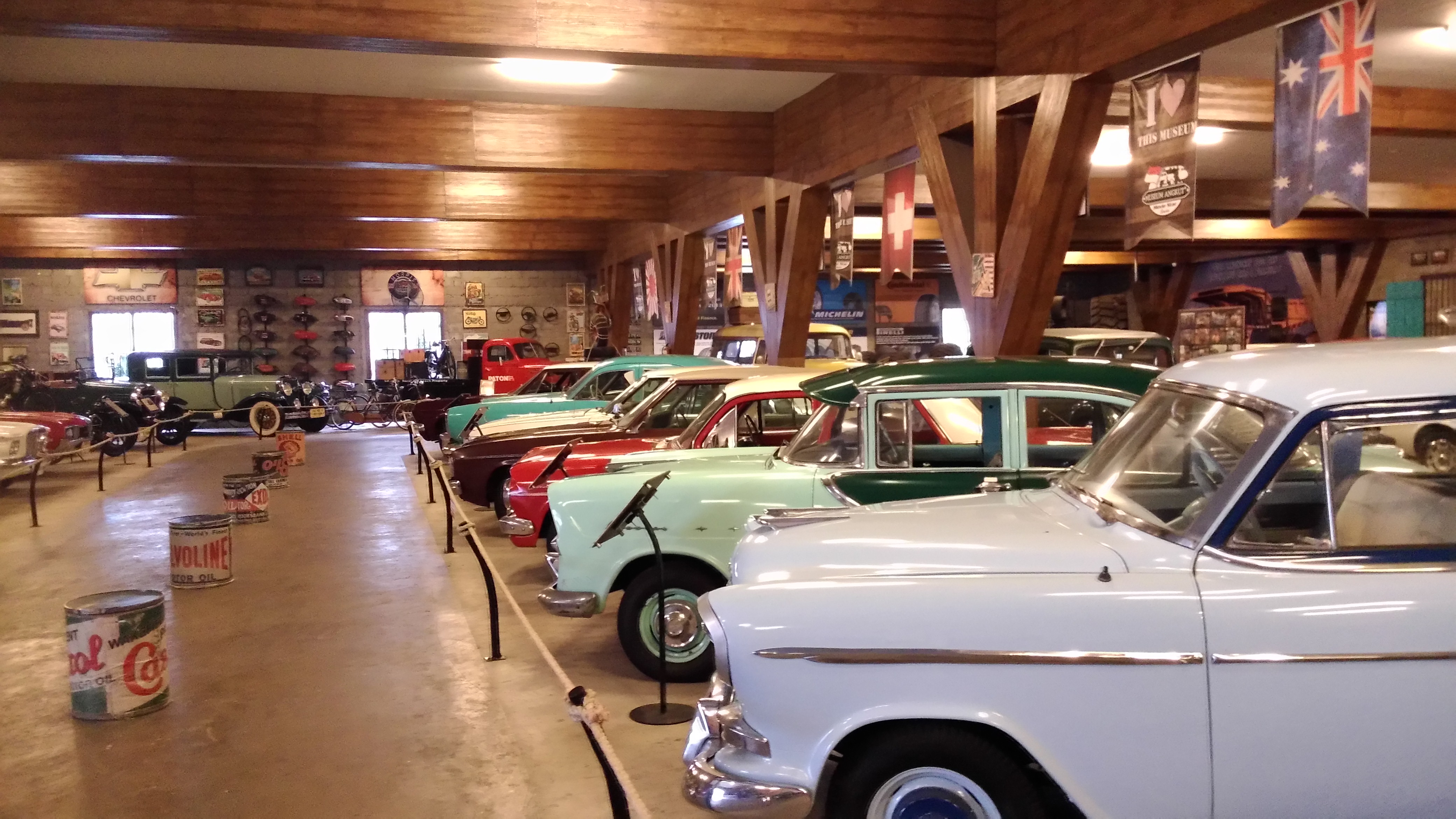
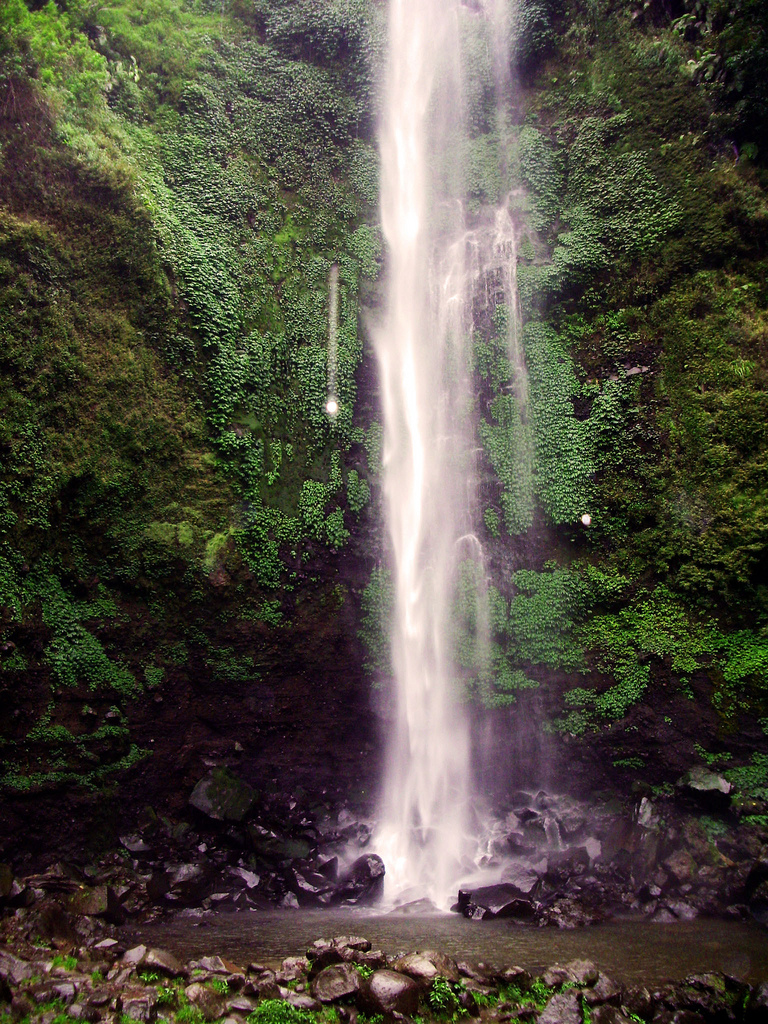

## أعلام
- بنديكت أندرسون